# Daïra d'Aïn Oulmene
La daïra d'Aïn Oulmene est une circonscription administrative algérienne située dans la wilaya de Sétif. Son chef-lieu est situé sur la commune éponyme d'Aïn Oulmene.
La daïra regroupe les quatre communes d'Aïn Oulmene, Guellal, Ksar El Abtal et Ouled Si Ahmed.